# Kościół w Monneaux
Kościół w Monneaux – zabytkowy, XIX-wieczny kościół znajdujący się w miejscowości Monneaux, będącej częścią francuskiej gminy Essômes-sur-Marne, w regionie Hauts-de-France. Własność Zjednoczonego Kościoła Protestanckiego Francji. 

## Historia
Protestantyzm w okolicach Monneaux wykształcił się w XVI wieku. Kościół zbudowano w XVII wieku. W lipcu 1793 roku nastąpiła inauguracja świątyni, a w 1863 roku do kościoła dobudowano wieżę. W 1918 roku, podczas działań wojennych, kościół został zniszczony. Odrestaurowano go z pomocą metodystów w 1919 roku.